# ژرف‌توده

بخش‌های یک توده نفوذی:
1. کوژسنگ (لاکولیت)
2. آذرین‌تیغه کوچک
3. ژرفاسنگ (باتولیت)
4. آذرین‌تیغه (دایک)
5. آذرین‌لایه (سیل)
6. تنوره آتشفشانی (پایپ)
7. کاوسنگ (لوپولیت)

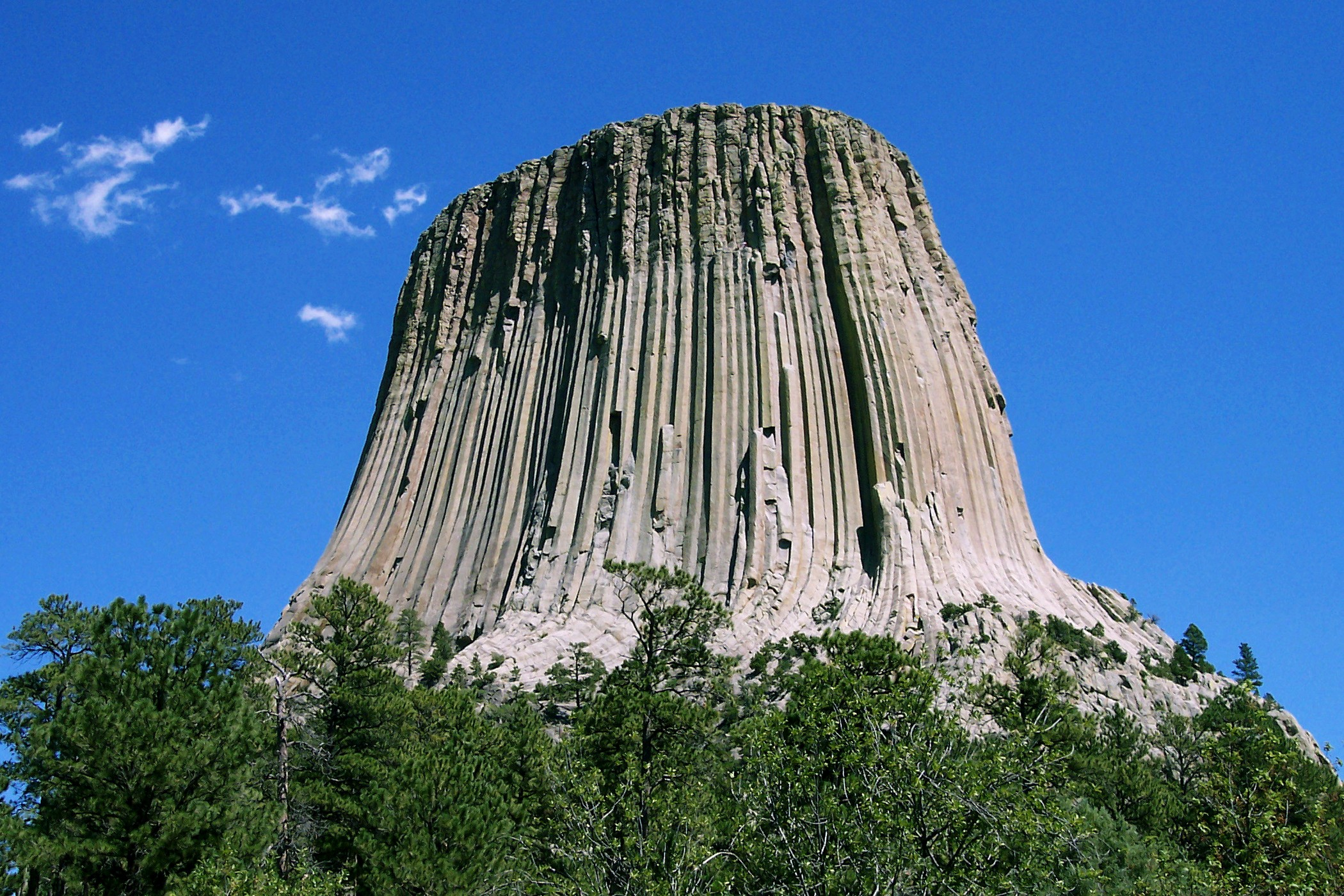
برج شیاطین نمونه‌ای از یک ژرف‌توده است.

مواد گداخته درون زمین که ماگما نام دارند گاه از طریق شکستگی‌های لایه‌های زمین به بالا می‌آیند و در این حالت از جای‌گیری ماگما در سنگ‌های قدیمی‌تر سنگ‌هایی پدید می‌آیند که تودهٔ نفوذی نامیده می‌شوند. در زمین‌شناسی، به آن دسته از توده‌های نفوذی که از اعماق به سمت بالا آمده ولی به سطح زمین نمی‌رسد و در درون پوسته زمین سرد شده ژرف‌توده (pluton)، گفته می‌شود. ژرف‌توده‌ها توده‌های سنگی همچون گرانیت را پدید می‌آورد.
در زمین‌شناسی به سنگ‌های حاصل از انجماد مواد گداخته، سنگ‌های آذَرین می‌گویند، و بنابر این، به تعریف دیگر، ژرف‌توده، تودهٔ نفوذی حاصل از انجماد سنگ‌های آذرین در عمق زیاد پوسته زمین است.
سنگ آذرینی که در ژرفای بسیار تشکیل شده‌است سنگ ژرف‌توده‌ای یا پلوتونیت plutonite نام دارد. سنگ‌های دگرگونی‌ای که از سنگ‌های ژرف‌توده‌ای مشتق شده‌اند را سنگ‌های ژرف‌توده‌زاد می‌گویند.
به نظریه‌ای که بر پایهٔ آن سنگ‌ها در نتیجهٔ جامد شدن یک تودهٔ مذاب تشکیل شده‌اند ژرف‌توده‌گرایی گفته می‌شود.
سنگ‌های آذرین نفوذی بر حسب اندازه، شکل و رابطه‌ای که با سنگ‌های اطراف دارند طبقه‌بندی شده‌اند. بر این اساس سنگ‌های آذرین نفوذی را به آذرین‌لایه‌ها (سیل)، آذرین‌تیغه‌ها (دایک)، کاوسنگ‌ها، کوژسنگ‌ها و ژرف‌سنگ‌ها تقسیم می‌کنند.
اگر سنگی که مورد هجوم ماگما قرار گرفته‌است دارای لایه‌بندی مشخص باشد و دو سطح بالایی و پایینی ماگما با این لایه‌بندی موازی باشند ماگما را همشیب و در صورتی که این دو سطح لایه‌بندی را قطع کند ماگما را ناهمشیب می‌نامند.
اگر ضخامت یک ژرف‌توده از سایر ابعاد آن کوچکتر باشد آن را ژرف‌توده صفحه‌ای یا تخت می‌نامند.